# Jan-Ole Gerster
Jan-Ole Gerster (ur. 1978 w Hagen) – niemiecki reżyser i scenarzysta filmowy. 
Jego fabularny debiut Oh, Boy! (2012) był bezpretensjonalną czarno-białą symfonią miejską o współczesnym Berlinie, po którego ulicach przez okrągłą dobę wędruje młody bohater. Film odniósł wielki sukces i przyniósł reżyserowi wiele prestiżowych nagród, w tym m.in. Europejską Nagrodę Filmową dla odkrycia roku oraz sześć Niemieckich Nagród Filmowych. 
Kolejny film Gerstera, Lara (2019), został również ciepło przyjęty przez krytykę i publiczność, a w roli głównej ponownie obsadzony został Tom Schilling. Obraz miał swoją premierę na MFF w Karlowych Warach, gdzie otrzymał trzy nagrody: Nagrodę Specjalną Jury, Nagrodę Jury Ekumenicznego oraz Nagrodę dla najlepszej aktorki dla Corinny Harfouch.